# Pasteur (stanice metra v Paříži)

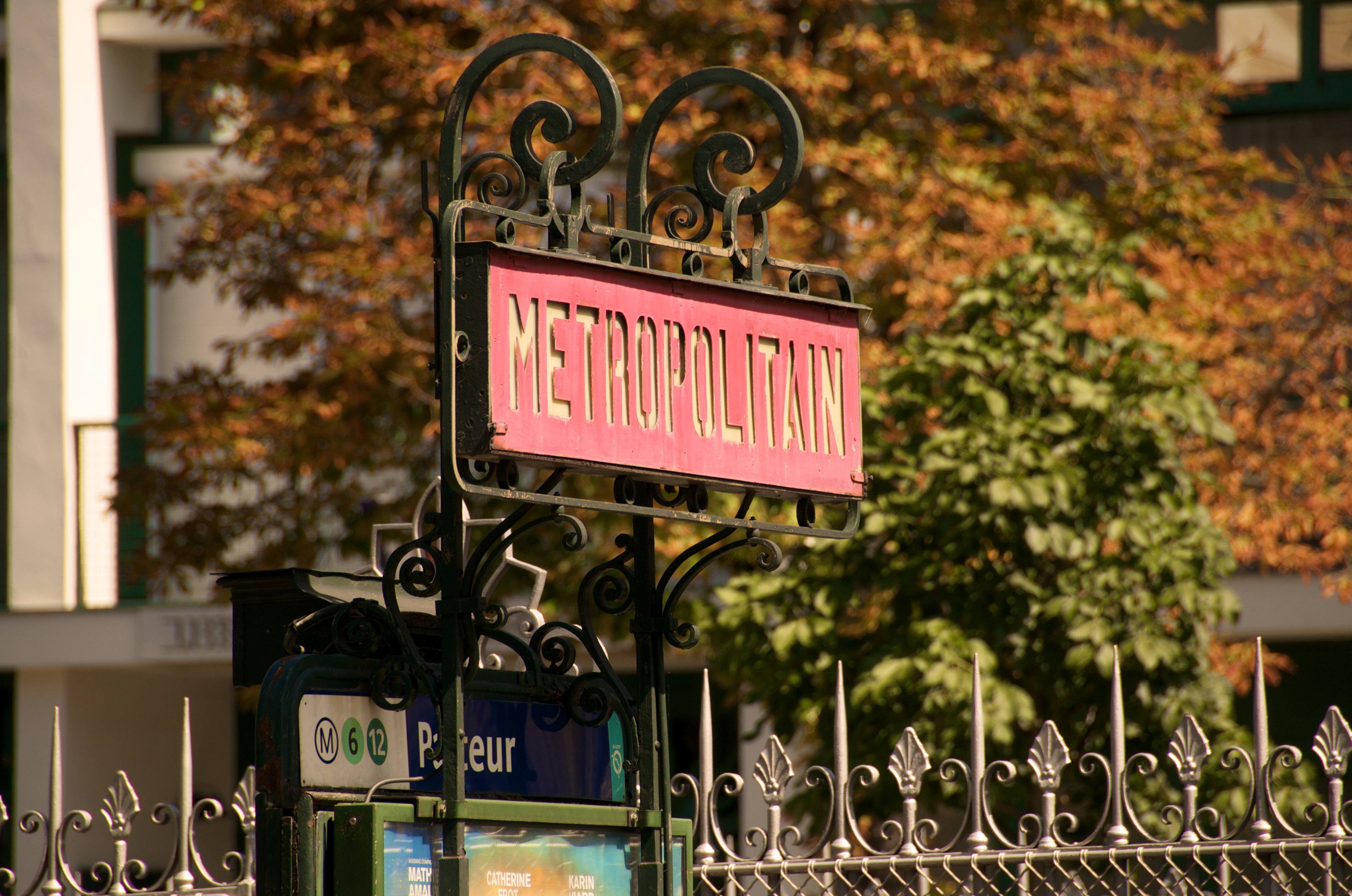
Vstup do stanice: styl společnosti CNS

Pasteur je přestupní stanice pařížského metra mezi linkami 6 a 12 v 15. obvodu v Paříži. Nachází se na křižovatce Boulevardu Pasteur, pod kterým vede linka 6, a ulice Rue de Vaugirard, pod kterou se nachází linka 12. Linka 6 je zde jen velmi mělko pod povrchem, neboť jen několik metrů směrem do stanice Sèvres – Lecourbe trať vychází na povrch.

## Historie
Stanice byla otevřena 24. dubna 1906 při zprovoznění úseku Passy ↔ Place d'Italie. V roce 1903 se oddělil od linky 1 úsek počínaje stanicí Étoile a vznikla nová linka 2 Sud (2 Jih), též nazývána Circulaire Sud (Jižní okruh). Tato linka byla právě 24. dubna 1906 rozšířena od stanice Passy po Place d'Italie. 14. října 1907 byla linka 2 Sud zrušena a připojena k lince 5. Dne 12. října 1942 byla stanice Raspail, respektive celá část Étoile ↔ Place d'Italie opět odpojena od linky 5 a spojena s linkou 6, která tak získala dnešní podobu.
5. listopadu 1910 zde bylo otevřeno nástupiště na prvním úseku linky A, kterou provozovala konkurenční společnost Compagnie Nord-Sud, a která vedla od Porte de Versailles do Notre-Dame-de-Lorette. Po sloučení obou společností obdržela linka v roce 1930 číslo 12.
Nástupiště linky 6 byla renovována v 70. letech, zatímco renovace nástupišť linky 12 proběhla v roce 1976 ponechávající původní výzdobu keramických dlaždic. Při 100. výročí pařížského metra byla stanice renovována v programu „9 stations pour le millénaire“ (9 stanic pro tisíciletí).

## Název
Jméno stanice je odvozeno od názvu Boulevardu Pasteur. Louis Pasteur (1822–1895) byl francouzský chemik a biolog, zakladatel mikrobiologie, který vynalezl proces pasterizace a vyvinul vakcíny proti sněti slezinné a vzteklině.

## Výzdoba stanice
Jméno stanice se odráží i v její vnitřní výzdobě, jejímž hlavním tématem je zdraví. Na stěnách nástupiště linky 6 jsou uvedeny úryvky z etického kodexu lékařů, na nástupišti linky 12 jsou ukázky z výzkumné práce Louise Pasteura.

## Vstupy
Stanice má dva vchody a každý je v jiném stylu. Vchod na lince 6 má klasický secesní vzhled, jehož autorem je architekt Hector Guimard. Tento styl je charakteristický pro stanice společnosti Compagnie du Métropolitain de Paris. Naopak druhý vchod, který sloužil lince A konkurenční Compagnie Nord-Sud, je zdobený tepaným železem, což je typické právě pro stanice této společnosti.